# Oscar da Costa Ribeiro
Oscar da Costa Ribeiro (Santo Antônio de Leverger, 11 de setembro de 1936) é um político brasileiro que ocupou diversos cargos na administração e no legislativo do Estado de Mato Grosso.
Filho de Virgílio da Costa Ribeiro e de Arminda da Costa Ribeiro, Oscar é o 8º filho de 11 irmãos. Nasceu na Usina de Itaicy, município de Santo Antônio de Leverger, onde viveu toda sua infância, saindo de lá para estudar na capital aos onze anos. Estudou na tradicional Escola Barão de Melgaço e no Colégio Estadual de Mato Grosso. O Professor Oscar Ribeiro, como é conhecido, graduou-se em Direito pela Faculdade de Direito da Universidade Federal de Mato Grosso. Foi servidor público e professor catedrático do Ensino Público Estadual. Casou-se com a também professora Dona Maria Nery Batista Ribeiro, com quem teve 2 filhos e 4 netos.

## Carreira
- Professor Catedrático do Ensino Público Estadual;
- Chefe do Expediente da Diretoria Geral do Departamento de Educação e Cultura;
- Diretor Geral do Departamento de Educação e Cultura;
- Diretor e Professor da Escola Normal de Poxoréo;
- Diretor do Ginásio Estadual Artur Borges em Rosário Oeste;
- Diretor do Colégio Estadual de Mato Grosso;
- 1966 - Secretário de Educação e Cultura do Estado de Mato Grosso;
- 1968 - Coordenado do Plano Nacional de Educação em Mato Grosso;
- 1969 - Prefeito do município de Rosário Oeste;
- 1973 - Diretor Administrativo da Universidade Federal de Mato Grosso;
- 1974 - Deputado Estadual (8ª Legislatura);
- 1978 - Deputado Estadual (9ª Legislatura);
- 1982 - Deputado Estadual (10ª Legislatura);
- 1983 - Secretário de Administração do Estado de Mato Grosso;
- 1986 - Conselheiro do Tribunal de Contas;
- 2002 - Ouvidor Geral do Tribunal de Contas do Estado de Mato Grosso;
- 2007 - Presidente do Diretório Regional do Democratas de Mato Grosso;

### Na Educação e Cultura
Oscar Ribeiro iniciou sua notável carreira de servidor público em 1956, aos 20 anos de idade, no cargo de Secretário do Departamento de Educação e Cultura do Estado, no governo João Ponce de Arruda. Destacou-se nos diversos cargos que ocupou. Desde o início sua trajetória foi de ascendência. Oscar lutou sempre pela qualificação e valorização dos professores e pelo desenvolvimento da educação no Estado de Mato Grosso. Foi também membro do 1º Conselho Deliberativo da APAE de Cuiabá.

### Na Prefeitura de Rosário Oeste
Em 1969 Oscar Ribeiro ingressa na política sendo eleito, pela Arena, prefeito do município mato grossense de Rosário Oeste. Instalou o primeiro cinema da cidade e a primeira torre repetidora da televisão. Construiu casas populares, diversas escolas e até um clube social.

### Na Assembleia Legislativa
Em 1974 é eleito Deputado Estadual pela Arena, com 8.990 votos, obtendo a 8ª colocação. Nesta legislatura, Oscar ocupa a função de 1º Secretário da Assembleia Legislativa.
Em 1978, com 8.086 votos, é reeleito, obtendo o 2º lugar, ocupando na Assembleia a função de líder do governo Frederico Campos.
Em 1982, já pelo PDS, é eleito pela 3ª vez Deputado Estadual, com 14.002 votos, obtendo o 3º lugar. Nesta legislatura Oscar Ribeiro assume a função de líder do Governo Júlio Campos.
Como legislador Oscar ficou conhecido pelo espírito conciliador e por ser um profundo conhecedor da legislação. Continuou defendendo a área educacional, sendo o autor da Emenda Constitucional que dispõe sobre aposentadoria especial para professores e professoras. Foi também o autor das leis que criaram os municípios de Brasnorte, Jangada, Juína e São José do Rio Claro.

### No Tribunal de Contas do Estado
No TCE Oscar Ribeiro ocupou os cargos de Corregedor Geral, Vice Presidente e Presidente. Em seus mandatos como Presidente, deu início a informatização do órgão, primando pela modernização, eficácia e valorização do funcionário. Criou também o Coral dos Funcionários do TCE. Aposentou-se do cargo de Conselheiro em 2002, mas continuou no Tribunal como o 1º Ouvidor Geral do órgão, onde ficou até 2007.

### O Retorno à Política
Desligado do Tribunal de Contas, Oscar Ribeiro retorna a política para ajudar na implantação do partido político Democratas em Mato Grosso. Em 2007 é eleito o 1º Presidente do partido no Estado, cargo que ocupa até hoje.

### Comendas, Títulos e Homenagens
Oscar da Costa Ribeiro recebeu a comenda “Memória do Legislativo” da Assembleia Legislativa de Mato Grosso. É também comendador da Ordem do Ipiranga de São Paulo e da Ordem do Mérito Mato Grosso.
Recebeu da associação dos veteranos da Força Expedicionária Brasileira, a “Medalha Marechal Mascarenhas de Moraes”, pelos relevantes serviços prestados.
Filho do Mato Grosso, Oscar Ribeiro recebeu o título de Cidadão Honorário de diversos municípios do Estado, como Diamantino, Acorizal, Rosário Oeste, Alto Paraguai, Jangada, Tangará da Serra, Nobres, Brasnorte, Colíder, Terra Nova do Norte, Várzea Grande e da capital Cuiabá.
Homenagem, pela Assembleia Legislativa do Estado, denominando Deputado Oscar da Costa Ribeiro, a Escola Superior do Legislativo.
Homenagem, pelo Tribunal de Contas do Estado, denominando Conselheiro Oscar da Costa Ribeiro a Escola Superior de Contas.
Homenagem, pela Prefeitura Municipal de Várzea Grande, denominando uma importante escola de Centro Educacional Professor Oscar da Costa Ribeiro.